# Sara Hilliger
Sara Hilliger (* 1972) ist eine deutsche Schauspielerin.

## Leben
Sara Hilliger wurde 1996 bis 1999 am Schauspielstudio München ausgebildet. Sie debütierte bereits 1996 im Kurzfilm Ohne den anderen. 2001 folgt Johannes Maria Brunners Kurzfilm In schwarzen Tiefen. Dominik Betz engagierte sie zwei Jahre später für die Verfilmung von Judith Hermanns Sommerhaus, später, Eisblumenfarm. Im Fernsehen spielte Sara Hilliger u. a. in Dieter Wedels Mehrteiler Die Affäre Semmeling und neben Senta Berger als deren Kollegin Alina in Manfred Stelzers Komödie Bis dass dein Tod uns scheidet. An Münchener Theatern u. a. als Tod in Jedermann und als Linda in Gabriel Baryllis Honigmond. 2006 debütiert Sara Hilliger in Salzburg mit Bertolt Brecht: Koloman Wallisch Kantate unter der Schirmherrschaft Hanne Hiobs als Regisseurin.